# إيهاب شعبان
إيهاب شعبان (مواليد 1987)، هو ممثل سوري خريج المعهد العالي للفنون المسرحية

## انطلاقته
ممثل سوري خريج المعهد العالي للفنون المسرحية في دمشق في عام 2015، شارك قبل دخوله إلى المعهد في المسرح الجامعي والهواة، وكان طالب في مدرسة الفن المسرحي بإشراف الدكتور سمير عثمان الباش وتم اختياره في ورشة عمل في تونس، بالإضافة إلى الأعمال في المسرح الشبابي وفور تخرجه كانت تجربته الأولى في مسلسل دنيا الجزء الثاني بجانب الممثلة أمل عرفة وشكران مرتجى ثم أدى دوره أمام سلافة معمارفي مسلسل مسافة أمان الذي لقي أعجاباً كبيراً من قبل الجمهور.

## أعماله

### في المسرح
- انزياح - تأليف وإخراج ساري المصطفى
- دراما-إخراج أسامة غنم
- زواج فيغارو
- الزفاف

#### في التلفزيون
- (2011) يوميات مدير عام 2
- (2011) في حضرة الغياب
- (2015) دنيا 2
- (2016) بقعة ضوء 12
- (2016) أحمر
- (2017) حكم الهوى
- (2017) قناديل العشاق
- (2019) مسافة أمان
- (2020) حارس القدس
- (2020) العودة
- (2021) قيد مجهول
- (2021) الهيبة جبل
- (2021) شتي يا بيروت
- (2024) تاج
- (2024) كسر عضم
- (2025) أسر